# 馬迪吉
馬迪吉（17世紀—17世紀），字聖修，山西平陽府解州夏縣人，明末清初政治人物。

## 生平
馬迪吉是崇禎十五年（1642年）壬午科山西鄉試舉人，入清後授河南鄧州知州，當時劉二虎包圍鄧州城，馬迪吉皷勵士民，誓以死守。城中人殺畜當食，拆房為薪，直至敵兵退卻。因功陞任順天治中，未及成行，卒於任所。身後入祀鄧州名宦祠。

## 引用
1. 1 2  乾隆《解州全志·卷九·人物》：馬迪吉，夏縣人，寄籍運城，前明崇正壬午舉人，任鄧州牧有惠政。時劉二虎圍州城，吉率兵巡守七十餘日，城中人殺牛畜為食，撤屋為薪，諭以大義，人皆感泣無異志。以功陞順天府治中，尋卒，入鄧州名宦。
2. ↑  清乾隆二十年刻本《鄧州志·卷之十二》：馬迪吉，字聖修，山西夏縣人，舉人。順治二年知鄧州，英年敏練，遇事敢爲。喪亂後，百姓流亡，城邑隳廢。夏六月，迪吉奉命賫印，單騎就任。鄧民流徙江漢，者望風復業。至則修城池、理衙署，加意撫輯，百廢俱興。解散餘孽，掩埋白骨。仍給散牛種敎諸士收采遺書雖經草昧浸浸以文敎爲事。冬十二月，遺賊劉二虎從襄陽渡江犯鄧境，殺掠西南一帶。迪吉率殘民登城守禦。至正月，贼衆薄城下，聲勢震駭。迪吉皷勵士民，誓以死守。賊掘地道七處迪□□計破之□□□戰凡二十七日城中糧盡殺牛畜爲食，撒屋爲薪，人皆感奮，城守愈堅。賊計窮，宵遁。以功陞治中，未行卒於任所。祀名宦。